# Station Zawadzkie Huta
Station Zawadzkie Huta is een spoorwegstation in de Poolse plaats Zawadzkie.